# Термодинамична система
Във физиката, термодинамична система е система, съставена от голям брой частици (обикновено от порядъка на числото на Авогадро, т.е. 6.02 × 1023 частици, което за повечето практически цели може да се приеме като безкрайно), намиращи се в термодинамично равновесие.
На практика, всичко може да се разглежда като термодинамична система: кутия, пълна с два газа, разделени с бутало, химичен разтвор, жив организъм, планета и т.н.
Терминът е въведен за пръв път от френския физик Сади Карно в неговия труд „Размишления за двигателната сила на огъня и за подходящите машини за извличане на тази сила“. За термодинамична система той използва термина работна субстанция, каквато е примерно водната пара в парните двигатели,

## Видове системи
- По отношение на обмяна на енергия с околната среда, термодинамичните системи биват изолирани, полуизолирани и неизолирани.
  - Изолираните системи не обменят никаква енергия с околната среда.
  - Полуизолираните обменят само определени видове енергия. [2].
  - Неизолираните обменят всякакъв вид енергия с околоната среда.
  - Пример: Полуизолирана система може да обменя само топлинна енергия, но не и електромагнитна енергия. Неизолирана система може да обменя всякакъв вид енергия по време на извършваните процеси.
- По отношение на обмяна на маса с околната среда: отворена и затворена. Отворената система обменя частици с околната среда, затворената – не[2].
- Термодинамичните системи биват също така хомогенни или хетерогенни, в зависимост от това дали отделните подсистеми са ясно обособени (примерно, системи от твърдо тяло и газ, които са в равновесие) – тогава говорим за хетерогенна система – или не (затворен съд, пълен с газ) – когато говорим за хомогенни системи[2].